# Museum Kunstpalast

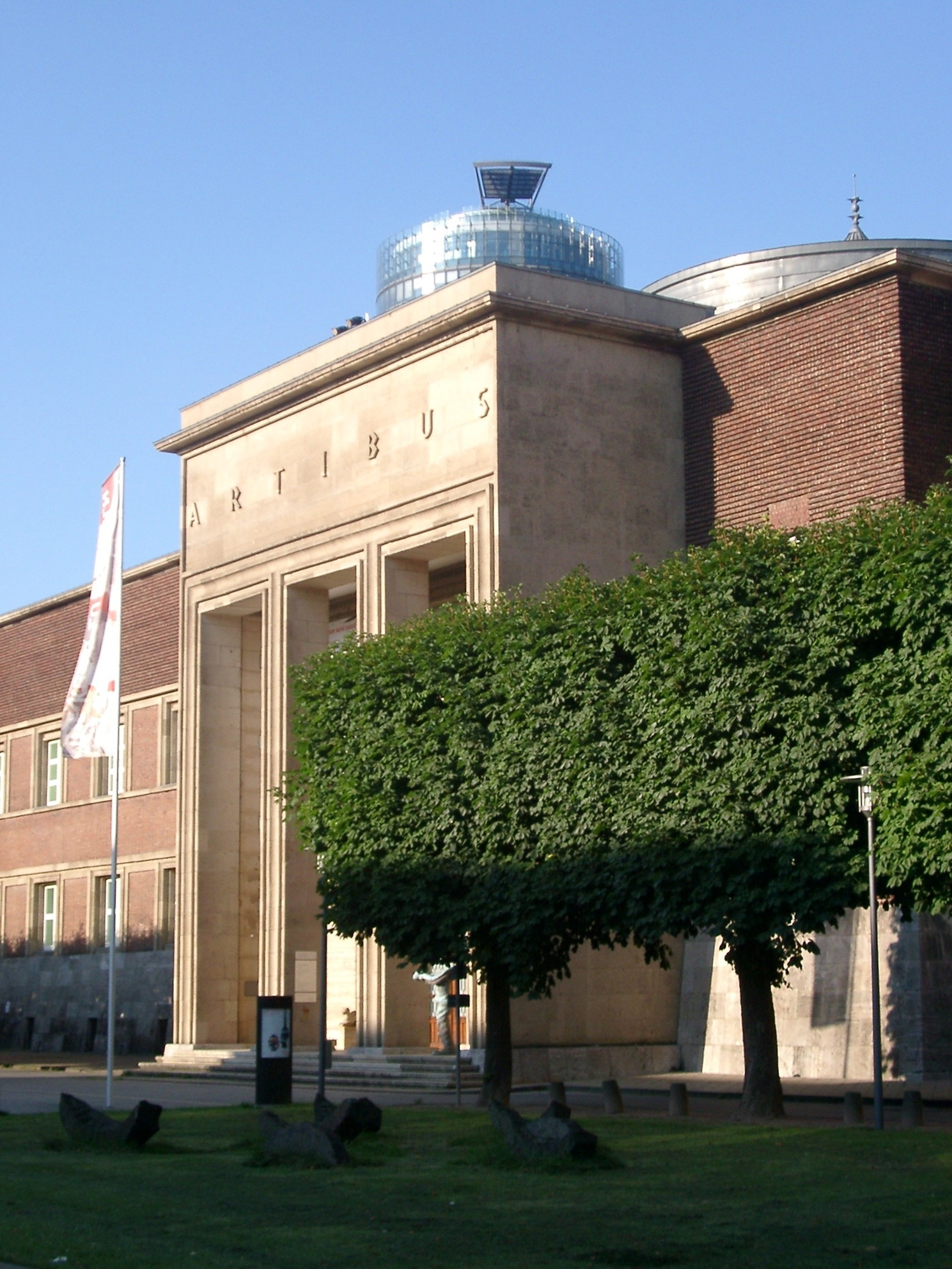
Artibus, Museum Kunstpalast

Museum Kunstpalast är ett konstmuseum i Düsseldorf i Tyskland.
Museum Kunstpalast grundades av Düsseldorfs stad som Kunstmuseum Düsseldorf. De första föremålen donerades av regenten Johan Vilhelm av Pfalz, kurfurste av Pfalzgrevskapet vid Rhen, och hans hustru Anna Maria Luisa de' Medici samt några förmögna personer i Düsseldorf. Antalet föremål utökades under 1800-talet med historiemålaren Lambert Krahes samling, vilken tidigare var en samling för utbildningsändamål som tillhört Kunstakademie Düsseldorf. Düsseldorfer Gallerieverein, som grundades på 1800-talet,  samlade många teckningar från Düsseldorfskolan, vilka senare donerades till museets samlingar. 
Konstmuseet i sin nuvarande form öppnade 1913 och omorganiserades 2000 som stiftelsen "Stiftung Museum Kunstpalast".
Byggnaden Ehrenhof uppfördes 1925 för utställningen  "Große Ausstellung Düsseldorf 1926 für Gesundheitspflege, soziale Fürsorge und Leibesübungen" och ritades av Wilhelm Kreis. År 1928 flyttade den kommunala konstsamlingen och keramikmuseet Hetjens-Museum in i byggnaden. År 1969 flyttades keramiken till Palais Nesselrode i Düsseldorf-Carlstadt. 
Museum Kunstpalast visar konstföremål från antiken till nutid, inklusive ev stor samling glasföremål. Den grafiska delen innehåller 14 000 italienska grafiska verk från barocken. 

## Bildgalleri

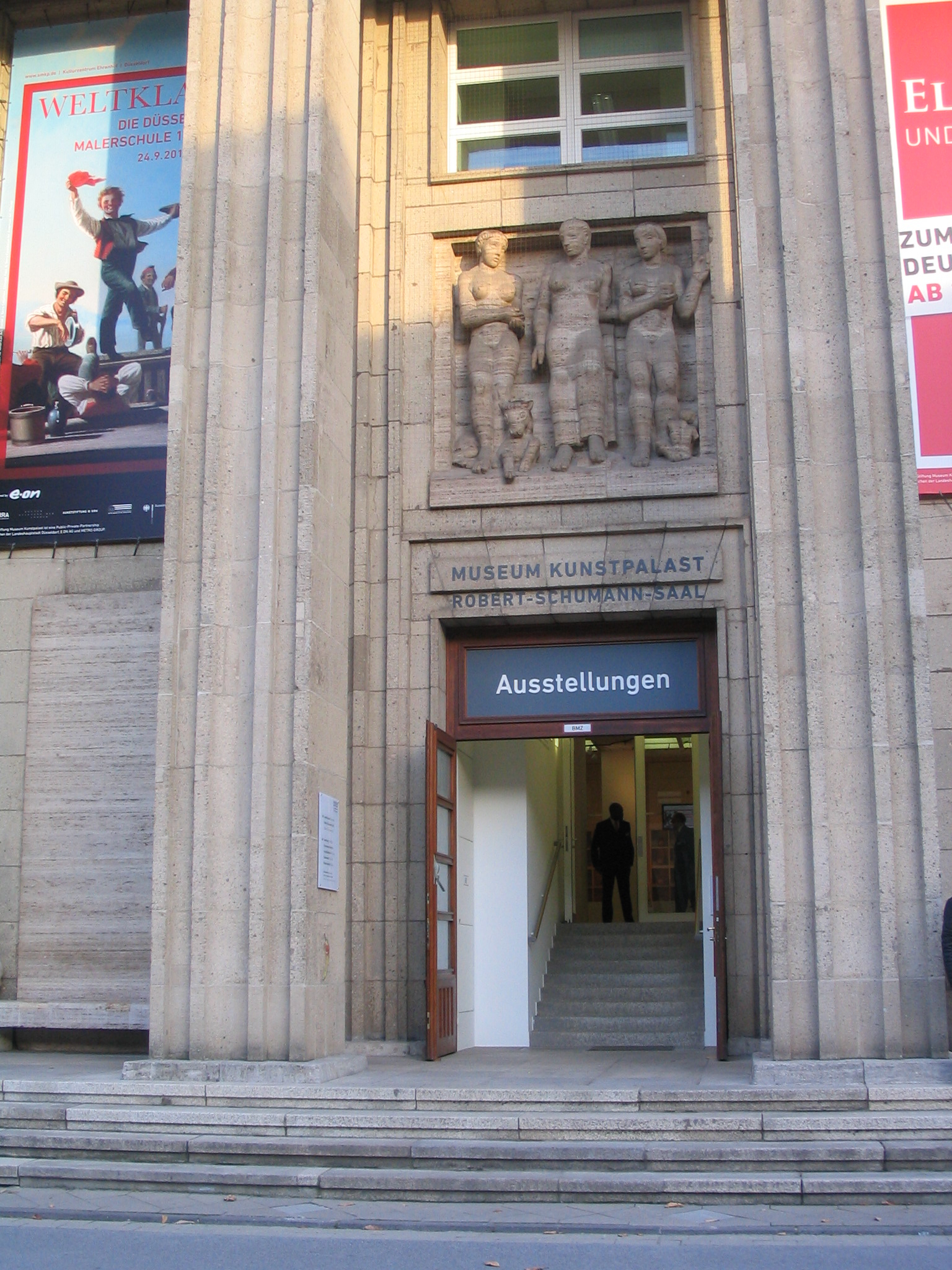
Entré, östra flygeln
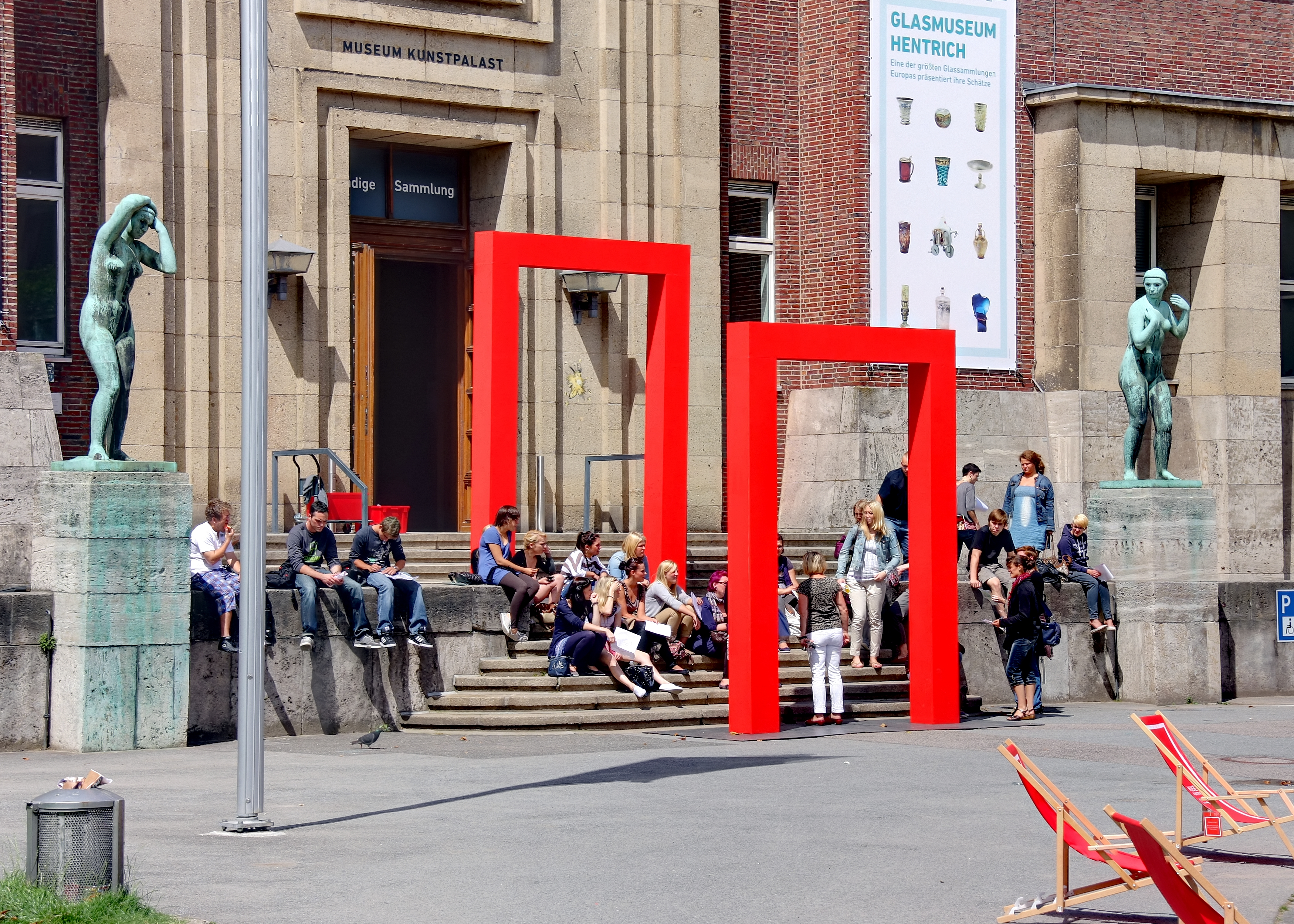
Entré, västra flygeln
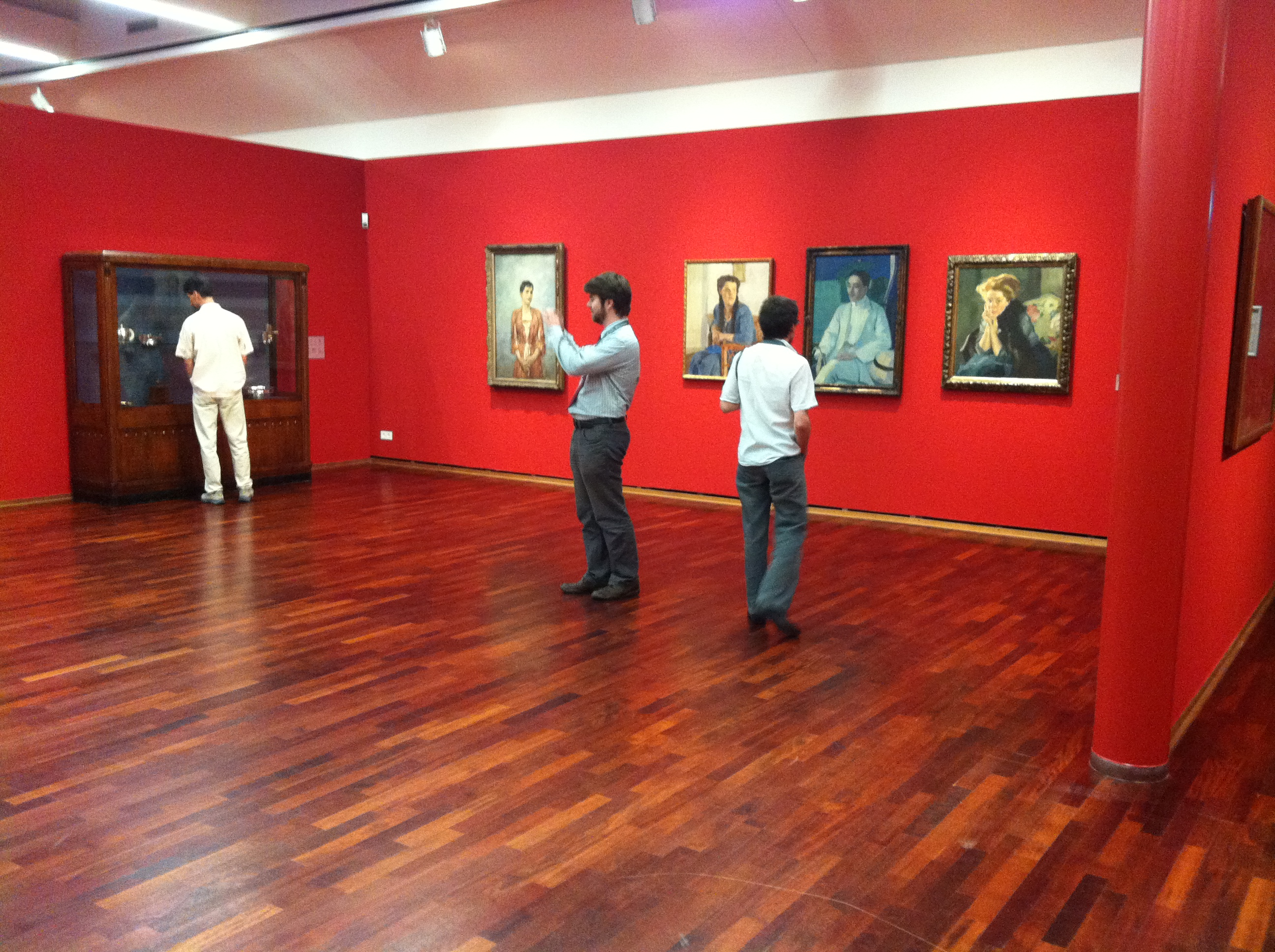
Interiör
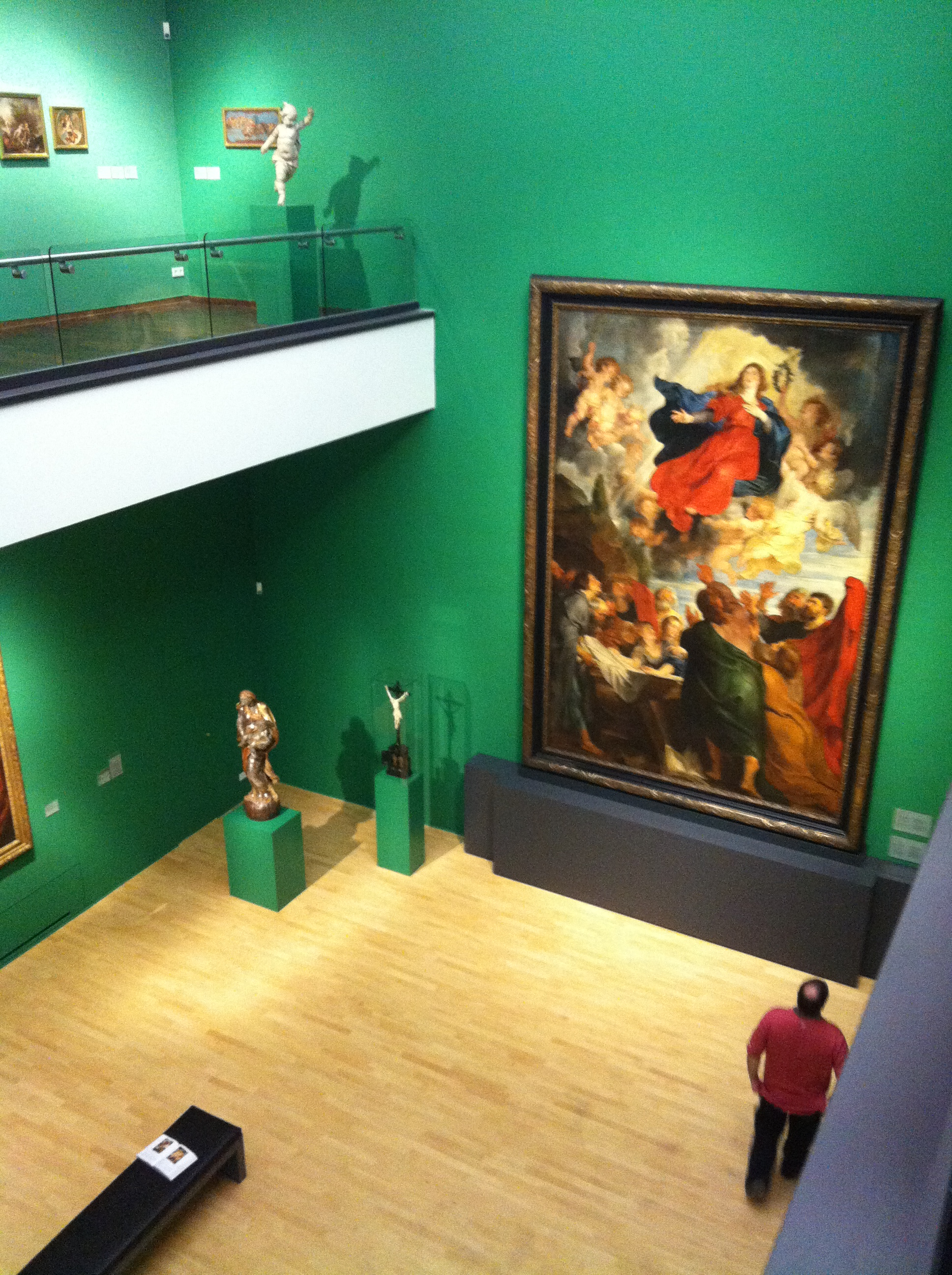
Interiör